# Massacres de 1965-1966 en Indonésie
Les massacres de 1965 en Indonésie sont la répression déclenchée contre le Parti communiste indonésien (PKI) et ses sympathisants par les milices du Nahdlatul Ulama (parti musulman) et du Parti national indonésien, encadrées par les forces armées indonésiennes. Le massacre des communistes indonésiens, jusque-là alliés au président Soekarno, intervient au terme de graves tensions politiques qui avaient fait craindre un basculement de l'Indonésie dans le camp communiste. Leur élément déclencheur est la tentative de coup d'État du 30 septembre 1965, imputée au PKI.
Le PKI, troisième parti communiste au monde en nombre d'adhérents, est éradiqué au cours d'une série de tueries qui s'étend sur plusieurs mois, entraînant la mort de plusieurs centaines de milliers de personnes : le bilan tourne entre 500 000 et trois millions de victimes. Bien que très peu connu du grand public occidental, il s'agit là de l'un des pires massacres de masse du XXe siècle,. Bien que le PKI et ses sympathisants soient les principales victimes de cette vague de violences, celle-ci vise également, selon les lieux, d'autres groupes comme les hindouistes, les chrétiens, certains musulmans modérés ou la minorité chinoise d'Indonésie. 
Déclenchées à la fin de 1965, qui demeure la date symbolique de l'évènement, les tueries durent plusieurs mois et s'étendent sur l'année 1966, certaines ayant encore lieu par endroits en 1967. Des centaines de milliers de personnes — probablement plus d'un million au total — sont arrêtées, emprisonnées ou déportées dans des camps. Le général Soeharto, principal maître d'œuvre de cette purge politique, remplace ensuite Soekarno à la tête du pays. La répression, visant aussi bien les communistes que les autres opposants, continue en Indonésie dans les années suivantes.

## Le PKI sous la Démocratie dirigée

### Un contexte politique favorable au parti

#### Une alliance étroite avec le pouvoir grâce à la politique deNasakom

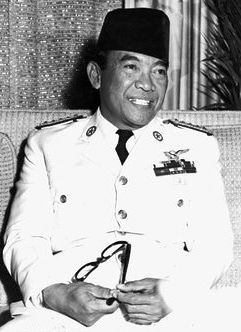
Le président Soekarno forme une alliance avec les communistes.

Né dans le contexte de la lutte indépendantiste contre les colonisateurs néerlandais, le Parti communiste indonésien est l'un des rares PC asiatiques à bénéficier, dès l'entre-deux-guerres, d'effectifs importants. Durant la révolution nationale indonésienne, le PKI est en situation de rivalité avec les nationalistes de Soekarno, devenu président de l'Indonésie lors de la proclamation d'indépendance. En 1948, les communistes contrôlent brièvement la ville de Madiun, mais ils sont ensuite écrasés par les troupes du gouvernement nationaliste : l'échec de leur insurrection se solde par la mort de plusieurs milliers de militants du PKI et d'une partie de ses dirigeants. Le parti n'est cependant pas éradiqué, ce que les chefs de l'armée indonésienne considèrent par la suite comme une erreur. Le PKI, qui bénéficie du soutien de la Chine de Mao, se reconstitue et connaît une progression spectaculaire, devenant le quatrième parti du pays lors des élections de 1955. 
Pendant la guerre froide, Soekarno fait le choix du neutralisme et devient l'une des figures du Mouvement des non-alignés. En 1959, après plusieurs années d’instabilité politique, il met en place la « Démocratie dirigée ».  Les partis politiques y perdent définitivement le premier rôle au profit d’un exécutif fort, dominé par la figure de Soekarno, autoproclamé « grand leader de la révolution » et décrété « Président à vie ». Le Parlement élu en 1955 est dissous en mars 1960 : dans la nouvelle Assemblée désignée par le président, les sièges ne vont plus seulement aux partis mais également à des « groupes fonctionnels » représentant les ouvriers, les paysans, les entrepreneurs, les forces armées, les groupes religieux... Alors que cette politique peut sembler à première vue néfaste aux intérêts du PKI, Soekarno annonce, dans son discours du 17 août 1959 — qui deviendra le « Manifeste politique » (ou Manipol) du régime — la mise en place d’une « économie dirigée », contre l'« exploitation de l'homme par l'homme », reprenant ainsi la rhétorique communiste. De même, en 1960, il fait voter une réforme agraire qui limite la taille des propriétés et prévoit une redistribution des terres, deux objectifs de longue date du PKI. 
Cette proximité entre l’idéologie du pouvoir en place et celle du PKI prend un nouveau tournant quand, en 1961, Soekarno décide que l'orientation de l'Indonésie sera fondée sur l’alliance du nationalisme, de la religion et du communisme : cette politique est baptisée Nasakom. Le PKI obtient ainsi une place au centre du pouvoir tandis que l’Indonésie commence à entretenir des relations étroites avec plusieurs pays communistes d'Asie.

#### Une influence grandissante sur Soekarno
Dès la mise en place du Nasakom, le Partai Nasional Indonesia (PNI), le Nahdlatul Ulama (NU) et le PKI — représentants respectifs du nationalisme, de l'islam et du communisme — commencent à se disputer le pouvoir. Cette lutte se matérialise dans les campagnes à partir de 1963, quand des paysans sans terre se mettent à imposer, par des « actions unilatérales », la réforme agraire votée trois ans plus tôt mais demeurée inappliquée. Souvent membres du BTI, une organisation paysanne affiliée au PKI, ils occupent les terres possédées par de riches propriétaires terriens, ces derniers étant pour la plupart électeurs du PNI et du NU. La confrontation est particulièrement âpre à Java, dont le Centre et l'Est sont des bastions communistes et où le PNI et le NU sont également bien implantés. Au début des années 1960, les communistes vont jusqu'à réclamer des exécutions publiques pour les « criminels économiques ». Rapidement, les forces anticommunistes, auparavant divisées, s'allient pour lutter plus efficacement contre les agissements du BTI, isolant ainsi le PKI dans les zones rurales. Cet isolement s’étend bientôt à l’ensemble du pays et ce n’est que grâce à la protection de Soekarno que le PKI réussit à survivre entre 1963 et 1965.
En effet, le « Père de l'Indonésie », désireux de contrebalancer la puissante armée indonésienne et le très populaire NU, protège le PKI de ces derniers qui tentent de faire taire sa presse et d’empêcher ses congrès. Mais peu à peu Soekarno ne se contente plus de défendre le PKI et commence à se rapprocher du parti, le considérant comme le mieux à même de soutenir ses idéaux révolutionnaires. En effet au PNI seule une fraction du parti, l'aile dite « soekarniste », appuie la politique de Soekarno tandis que son aile « droite » et l’intégralité du NU la rejettent. En comparaison le PKI avait, dès la proclamation de la « Démocratie dirigée », accepté le nouveau régime et fait des concessions idéologiques. En 1959 il adopte ainsi une politique de « front national uni » qui fait passer les intérêts nationaux avant les intérêts de classe.
Le rapprochement entre le PKI et Soekarno, qui s’effectue à partir de 1963, se reflète aussi dans la politique étrangère de ce dernier. Ainsi, début 1965, l’Indonésie quitte l’ONU « impérialiste » en signe de protestation contre l'entrée de la Malaisie au Conseil de sécurité tandis que Soekarno annonce la formation prochaine d’une organisation rivale, dite des « Nouvelles forces montantes », autour d’un axe Jakarta-Hanoï-Phnom Penh-Pékin-Pyongyang. Le président indonésien prépare ainsi une alliance avec quatre pays asiatiques dont trois sont communistes et le quatrième — le Cambodge de Norodom Sihanouk — neutraliste. L'URSS, bien que n'ayant pas de relais politique important sur place (le PKI est en effet plus proche de la Chine, en rupture avec Moscou), soutient généreusement l'Indonésie de Soekarno, à laquelle elle fournit du matériel et une aide économique qui lui permet de développer son industrie. Dipa Nusantara Aidit et Njoto, cadres dirigeants du PKI, deviennent membres du gouvernement de Soekarno. Dans le contexte de l'escalade militaire au Viêt Nam et de la crise au Laos, les États-Unis sont particulièrement inquiets de la politique de Soekarno qui semble augurer, selon la logique de la « théorie des dominos », d'un basculement de toute une partie de l'Asie du Sud-Est dans la sphère communiste.
L'influence grandissante du PKI sur Soekarno est notamment visible dans les discours de ce dernier, qui se montre de plus en plus critique envers ceux qui s’opposent aux actions communistes. Ainsi, à plusieurs reprises, il fustige la « communistophobie » de ceux qui protestent contre les manœuvres communistes, notamment lors de la vague d’occupations de terres par le BTI. Lors du discours de la fête nationale du 17 août 1964, le président entretient l'inquiétude ambiante en réaffirmant son virage à gauche, et en déclarant que le pays traverse une année où l'on vivrait « dangereusement ». De même, durant de son discours du 17 août suivant, il s’attaque à l'armée, ennemie de longue date du PKI, en accusant « certains généraux » de se mettre en travers de la « révolution populaire ». À la veille du massacre, le rapprochement entre Soekarno et les communistes indonésiens est si sensible que pour la grande majorité des observateurs occidentaux, le passage au communisme de l’Indonésie — éventuellement par un équivalent du « coup de Prague », voire une prise du pouvoir sanglante — n’est plus qu’une question de temps.
Durant l'année 1965, l'activisme du PKI, qui multiplie les manifestations antireligieuses, occupe des terres et s'en prend à des petits propriétaires terriens, contribue à entretenir l'appréhension des élites indonésiennes, alors même que le pays subit une importante crise économique. Les rumeurs autour de la santé de Soekarno, qui subit un malaise en public le 4 août, renforcent les inquiétudes sur la stabilité politique du pays. Pendant l'été, les rumeurs de coup d’État militaire se font de plus en plus insistantes.

### Des effectifs considérables
Le PKI revendique, en août 1965, 3,5 millions de membres, ce qui en fait le troisième parti communiste au monde en nombre d’adhérents après le Parti communiste chinois et le Parti communiste de l'Union soviétique, et le plus important au monde en dehors de ceux des régimes communistes. Cependant le PKI n’est qu’un des éléments d’une structure beaucoup plus large composée, en plus du parti, de six organisations de masse qui lui sont affiliées. Ces dernières rassemblent officiellement 23,5 millions de personnes, soit presque un quart de la population indonésienne de l’époque. Plus précisément, le syndicat communiste SOBSI revendique, en 1965, 3,5 millions de membres, l’association paysanne BTI, 9 millions, les fédérations communistes d’écrivains et d’artistes, 5 millions, tandis que le mouvement de jeunesse Pemuda Rakyat et le mouvement féminin Gerwani en revendiquent chacun 3 millions. Avant les massacres les communistes indonésiens affirment ainsi que plus 27 millions de personnes leur sont directement ou indirectement reliées.
Cependant, faire la somme des effectifs officiels de chaque organisation citée plus haut ne donne pas le nombre réel de personnes affiliées au PKI. En effet un grand nombre de militants communistes appartiennent à plusieurs de ces organisations en même temps et sont ainsi, dans le calcul précédent, comptés de multiples fois. De plus, tous les chiffres susdits provenant du PKI, il est probable qu’ils aient été gonflés dans un but de propagande. Malgré tout, si la capacité de mobilisation du PKI est probablement bien moindre que ce qu’il prétend, elle demeure très importante et lui permet d’organiser des actions d’envergure (vagues d’occupations des terres, manifestations rassemblant des dizaines de milliers de personnes, etc.) sur l’ensemble du territoire indonésien.

### Des tensions importantes avec l’armée et les milieux religieux
À mesure que son pouvoir s'accroît, le PKI suscite la crainte de l'armée et de l'ensemble des milieux conservateurs. Les communistes tentent de jouer simultanément sur tous les tableaux : tandis qu'ils multiplient les coups de main pour faire appliquer la loi de réforme agraire, ils s'emploient à accroître leur infiltration au sommet de l’État. S'ils ne disposent que de trois ministres au sein du gouvernement (qui, pléthorique, en compte quatre-vingts), ils comptent des militants dans tous les milieux. L'armée de terre demeure dans l'ensemble très anticommuniste, mais l'aviation est proche du PKI, que soutient un nombre non négligeable d'officiers. En outre, le PKI demande la mise sur pied, en plus des quatre secteurs traditionnels de l'armée de métier indonésienne, d'une « cinquième force des ouvriers et paysans armés » — jusque-là vaguement évoquée — et qui aurait théoriquement pour rôle d'aider l'Indonésie à affronter la Malaisie. L'armée de terre fait tout pour saboter cette initiative mais, en juillet 1965, les premiers contingents d'« ouvriers-paysans » — presque tous des militants communistes — débutent leur formation à la base aérienne de Halim, à Jakarta. L'armée voit donc avec une inquiétude croissante le PKI affermir son influence dans son domaine traditionnel. 
L'anticommunisme des élites militaires indonésiennes est encore renforcé par leur étroite proximité avec les élites économiques du pays : une partie des industries est contrôlée, soit directement par de hauts gradés de l'armée, soit par des membres de leurs familles.
Les communistes connaissent également, du fait de leur athéisme militant, des tensions croissantes avec les milieux musulmans qui représentent l'autre grande force organisée de l'Indonésie. À Java, les manifestations d'irréligiosité des communistes entrainent des heurts avec les musulmans fervents. À Bali, les communistes interrompent des cérémonies religieuses hindouistes et occupent des temples, qu'ils accusent d'accaparer les terres et les biens : les affrontements se multiplient, causant de nombreux morts. Dès 1962, le NU crée une branche paramilitaire, la « Banser » (« Barisan Serbaguna », ou « brigade polyvalente »), destinée principalement à résister aux communistes. Dans les années qui précèdent les massacres, les hommes de la Banser affrontent physiquement à diverses reprises les militants communistes qui tentent de confisquer des terres appartenant à des écoles musulmanes.

## Déclenchement de la répression

### Le « coup d’État » du 30 septembre
Le 30 septembre 1965, des officiers de la garde présidentielle, commandés par le lieutenant-colonel Untung, tentent de prendre le pouvoir à Jakarta. Après s’être emparés de quelques points clés de la capitale, les officiers putschistes annoncent avoir réalisé un coup d'État préventif pour sauver le régime de Soekarno, et déjouer un putsch que projetait un conseil des généraux « réactionnaires » avec le soutien de la CIA. Dans le même temps, ils font kidnapper et assassiner six généraux du haut commandement de l'armée de terre, dont le chef d’état-major Ahmad Yani. Leur septième cible, le général Nasution — qui avait mené la répression des communistes à Madiun en 1948 — réussit à s’échapper de justesse, mais sa fille, âgée de 5 ans, est mortellement blessée dans des échanges de coups de feu. Deux autres officiers supérieurs sont tués à Yogyakarta. Le matin du 1er octobre, les « officiers progressistes » annoncent la formation d’un « Conseil de la Révolution » pour prendre les rênes du pays. Cependant, contrairement à ce qu’ils espéraient, les insurgés n’obtiennent pas le soutien de Soekarno qui refuse de leur donner une caution officielle. Le rôle exact tenu par le PKI dans l'affaire a fait l'objet de controverses : la plupart de ses dirigeants ne font pas partie du Conseil de la Révolution et il ne prend pas officiellement position, se contentant d'une position ambigüe, qui consiste surtout à soutenir Soekarno. Un éditorial du quotidien officiel du PKI, le Harian Rakjat, approuve cependant l'action des putschistes et des manifestations de soutien sont organisées en plusieurs points du pays. 
Pour certains historiens, le PKI n'aurait pas tenu de rôle moteur dans le putsch, et n'aurait été invité qu'après-coup par les militaires de gauche à participer à la prise du pouvoir. Dans une étude réalisée en 2006, le chercheur canadien John Roosa conclut qu'une partie des cadres dirigeants du PKI, dont son chef Aidit, a bel et bien participé à la préparation du putsch, mais que seule une petite minorité de militants communistes était au courant du complot. Pour Robinson, on peut s'interroger sur les raisons qu'aurait eu Aidit de défier l'armée, et sur le commanditaire réel du mystérieux Sjam ayant revendiqué l'organisation de l'action.

### Écrasement du putsch et prise de pouvoir par Soeharto
Quelques heures après le coup d’État, le général Soeharto, chef des forces stratégiques de réserve (KOSTRAD) prend le contrôle de l’armée avec le soutien de Nasution. Il lance alors une offensive contre les conjurés et, en moins de 24 heures, reprend le contrôle de la capitale puis de la base aérienne de Halim, le quartier général des rebelles. Dès le 2 octobre, l'échec des conjurés est patent.
Soekarno, déstabilisé par la tentative de putsch, se sent obligé de féliciter Soeharto qui ressort très renforcé des événements. Du haut de sa nouvelle position au sommet de l'armée, ce dernier commence très rapidement à accuser le PKI ainsi que l’armée de l’air d’être à l’origine du coup d’État. Le fait que les officiers y ayant participé — affublés par Soeharto du sobriquet à connotations négatives « Gestapu » — partageaient pour la plupart les positions communistes en est selon lui une preuve incontestable.
En très peu de temps Soeharto réussit à conforter sa position de chef de l’armée auprès des autres généraux alors même que Soekarno cherche à tout prix à l’en déloger. Dès le 4 octobre le nouveau chef d’état-major se sent assez fort pour contester publiquement le président, lui reprochant de ne pas agir contre les responsables du putsch du 30 septembre, qui sont à ses yeux les chefs du PKI.

### Déclenchement de la propagande anti-PKI

Couverture de fascicules de propagande anticommuniste publiés en 1965 en Indonésie.

La droite indonésienne exploite immédiatement l'émotion suscitée par la tentative de putsch et la mort de la fille de Nasution. La tension atteint son comble le 4 octobre avec l'exhumation, soigneusement orchestrée, des corps des victimes, dont les photos sont largement diffusées. Soekarno commet quant à lui l'erreur de déclarer que le coup d'État manqué n'est qu'une « ride sur l’océan de la révolution » et de refuser d'assister aux funérailles des victimes. La tension est encore renforcée par la rumeur d'une cargaison d'armes légères que la Chine communiste aurait fait parvenir en Indonésie. Les journaux communistes ou de gauche sont rapidement interdits et la droite, qui contrôle presque tous les autres médias, se lance dans une campagne de propagande victimaire, dénonçant les crimes communistes. La propagande continue ensuite sur le même ton durant des mois, alors même que se déroulent les massacres : les médias proches de l'armée diffusent des détails horribles sur les meurtres commis durant la tentative de putsch, affirmant par exemple que des membres de l'organisation féminine du PKI, la Gerwani, se sont livrées à des mutilations génitales sur les victimes. La mort de la fille du général Nasution est l'un des thèmes les plus récurrents de cette campagne.
Les obsèques de l'enfant ont lieu 7 octobre ; un officier en profite pour transmettre aux dirigeants des étudiants musulmans qui assistaient à la cérémonie la consigne Sikat ! (« Éliminez-les ! »). Jakarta est couverte d'affiches appelant à « pendre Aidit » ou à « écraser » le PKI et les « putes » de la Gerwani. Les slogans dénoncent les communistes comme des « traîtres à la patrie » — car proches de la Chine — voire des « traîtres à la révolution », des « sans-Dieu », des criminels et des ennemis de la société. L'armée profite de l'évènement pour renforcer son alliance avec les groupes musulmans, sapant le pouvoir du président Soekarno.

### Rôle des pays occidentaux
Soeharto est d'emblée le maître du jeu, et semble avoir agi en toute liberté. Rien ne prouve qu'en incitant à la violence de masse contre une partie de la population indonésienne, le chef de l'armée indonésienne ait obéi à un ordre des Occidentaux, bien que ceux-ci lui aient laissé carte blanche. Le rôle concret des États-Unis a fait l'objet de controverses : si la CIA semble avoir donné sa bénédiction aux militaires, en leur apportant même un soutien actif, celui-ci selon certains historiens aurait été marginal, se limitant à la fourniture de walkie-talkies ou de quelques armes légères. Alors dépourvus de relais efficaces au sein des nouvelles élites indonésiennes, les Américains semblent avoir au départ davantage compté sur Nasution que sur Soeharto, et s'être ensuite bornés à assurer ce dernier qu'ils n'interviendraient pas. Les thèses selon lesquelles les Britanniques auraient joué un rôle dans le déclenchement de la crise ne sont pas non plus confirmées. L'armée indonésienne reçoit par ailleurs l'assentiment du gouvernement australien, qui ordonne à ses troupes stationnées à Bornéo de ne pas intervenir, et relaie via Radio Australie la propagande des militaires contre le PKI.
En 1990, une polémique éclate aux États-Unis lorsque la journaliste Kathy Kadane publie un article accusant des membres du département d'État, de la CIA et de l'ambassade américaine à Jakarta — et en particulier l'ambassadeur de l'époque, Marshall Green — d'avoir joué un rôle direct dans les massacres, notamment en fournissant aux militaires indonésiens une liste de 5 000 noms de personnes à éliminer. L'article cite le nom de Robert J. Martens, à l'époque fonctionnaire de l'ambassade américaine, en le présentant comme le principal responsable de cette liste, dont il aurait surveillé la compilation par une équipe d'agents sur une période de deux ans. Après la parution de l'article, Martens conteste les affirmations de la journaliste et déclare que si cette liste a bel et bien existé, elle n'a pas joué de rôle déterminant. Il précise avoir remis de sa propre initiative la liste aux forces anticommunistes indonésiennes, sans y être incité par sa hiérarchie et sans intervention de l'ambassadeur. Martens nie également avoir utilisé des documents de la CIA et dit avoir simplement compilé la liste de personnes à partir de la presse indonésienne, ajoutant que les militaires indonésiens étaient parfaitement en situation d'identifier eux-mêmes les communistes, dont les noms étaient connus de tous,. Joshua Oppenheimer, réalisateur de deux documentaires sur les massacres indonésiens, juge quant à lui que la responsabilité des Occidentaux est importante. Il souligne à cet égard le rôle tenu à l'époque par Martens, ainsi que la fourniture par les Américains du système de transmission radiophonique qui a permis de coordonner les massacres.
En 2017, des documents américains récemment déclassifiés montrent que les États-Unis avaient une très bonne connaissance du détail des massacres organisés et ont apporté un soutien à l'armée indonésienne, tout en menant des opérations secrètes visant à provoquer un affrontement entre l'armée et le PKI, y compris des campagnes de désinformation.
Les services secrets britanniques, qui menaient depuis des années une campagne de propagande et de désinformation en Indonésie pour déstabiliser le gouvernement de Soekarno, ont également encouragé l'armée indonésienne à procéder à l’extermination des militants communistes.

## Les massacres

### Acteurs
Les militaires cherchent à opérer de manière rationnelle, en préservant l'unité en leur sein, puis en prenant progressivement le pouvoir après avoir réduit Soekarno à l'impuissance. Pour éliminer leurs adversaires, ils profitent au maximum du climat d'« hystérie » des mois précédents, des actions menaçantes des communistes, et du traumatisme causé par la tentative de putsch. Ils vont, des mois durant, laisser faire ou aider activement des milices de civils, qui se chargent de mener à bien une partie des massacres. Les haines et les rancœurs accumulées durant des années devant les menées communistes, la sortie de la peur après l'échec rapide du mouvement du 30 septembre, la campagne de propagande sur les atrocités qui leur sont prêtées durant la tentative de putsch, contribuent à désinhiber les anticommunistes et à les motiver pour prendre leur revanche dans un déchaînement de violence. L'armée peut alors se permettre de présenter l'extermination des communistes comme le résultat d'une révolte populaire « spontanée ». Les communistes indonésiens, désorientés devant le déséquilibre des forces et dont le parti est très rapidement décapité, n'opposent qu'une résistance limitée : dans certains villages, les habitants réussissent à repousser les massacreurs, dont quelques dizaines sont tués lors de fusillades, mais le PKI ne parvient à aucun moment à mettre en place une riposte globale, et ne tente pas davantage d'exterminer en retour ses adversaires. Certains militants communistes parviennent à se cacher, mais d'autres — qui espéraient sans doute la bienveillance des autorités et n'avaient pas pris la mesure de ce qui se passait — ne tentent même pas de se mettre à l'abri. Quelques garnisons tentent de limiter les violences en menaçant — voire parfois en arrêtant — les auteurs d'« excès indésirables » mais elles ne vont pas jusqu'à défendre les communistes locaux.
Bien que l'armée indonésienne ait un rôle moteur dans les massacres, elle s'appuie pour les mener à bien sur de larges secteurs de la société civile, mobilisés contre les communistes. Les exécutants des tueries en Indonésie sont aussi bien des membres des forces armées régulières — notamment des unités des forces spéciales tels le Resimen Para Komando Angkatan Darat dirigé par le colonel extrémiste Sarwo Edhie — que des milices civiles, issues notamment du Nahdlatul Ulama, de son mouvement de jeunesse Ansor, de la Banser, d'organisations proches de l'armée comme la confédération syndicale SOKSI, ou de certains milieux hindouistes et chrétiens. Le NU profite de l'occasion pour prendre le dessus sur le PNI, qu'il considère comme un parti de musulmans « tièdes ». La Muhammadiyah, autre grande organisation musulmane indonésienne, participe également à la répression, et proclame que tuer les communistes est un devoir religieux. Si la religion n'est pas le principal facteur des massacres, elle fournit une motivation aux organisations civiles qui cherchent à défendre un ordre divin et sociétal menacé par les communistes, ce qui passe à leurs yeux par l'élimination physique complète des « athées »,.
S'agissant des milieux religieux mobilisées contre les « infidèles » et les « athées », les tueurs se recrutent principalement, à Java, chez les musulmans, tandis qu'à Bali des hindouistes tiennent un rôle comparable ; des organisations étudiantes protestantes et catholiques sont également mises à contribution. Les mouvements de jeunesse sont particulièrement actifs : étudiants et lycéens — relativement peu nombreux en Indonésie, pays pauvre et peu scolarisé — occupent une place disproportionnée dans les escouades de tueurs, au sein desquelles ils sont parfois menés par leurs professeurs. De nombreux lycées s'arrêtent de fonctionner durant les tueries, les élèves étant « en tournée ». Le Parti catholique indonésien joue un rôle moteur dans la formation du KAP-Gestapu, un front d'action avec les jeunesses musulmanes de l'Ansor destiné à combattre la « Gestapu » putschiste.
Le fait que de larges pans de la société indonésienne participent aux massacres s'explique par le climat de peur entretenu par les affrontements politiques avec les communistes, puis exacerbé par la campagne de propagande qui suit le putsch manqué. Les tueurs agissent souvent par motivation idéologique, en raison notamment des violences antireligieuses ou des expropriations commises par le PKI. Les militaires diffusent des listes — probablement falsifiées — de personnalités musulmanes, en assurant qu'elles ont été dressées par les communistes en vue d'éliminer les notables religieux. Cela contribue à motiver des musulmans, qui ont le sentiment qu'ils n'ont que le choix entre tuer les communistes ou être tués par eux. Certains exécutants semblent avoir pris part aux massacres pour suivre le mouvement, et éviter ainsi d'être eux-mêmes considérés comme suspects puis victimes des tueries.

### Déroulement
Les violences commencent dès le début du mois d'octobre. Le 8, le quartier-général du PKI à Jakarta est pris d'assaut par des militants musulmans et catholiques du KAP-Gestapu. 
Le scénario est similaire dans toutes les régions de l'Indonésie : les forces armées soutiennent, encadrent et protègent les miliciens chargés des massacres, qui peuvent alors agir en toute impunité. À partir du 7 décembre, les para commandos régularisent et systématisent la « purge ». Les partis modérés se taisent, ou bien participent à l'assaut contre les communistes, à l'image de certains socialistes ou d'une large part du PNI. Aucune province d'Indonésie n'échappe aux massacres, mais certaines sont plus touchées que d'autres, soit en raison de la densité de la population, soit en raison de l'implantation des communistes. Ces deux facteurs sont réunis à Java, dont les quatre cinquièmes des victimes semblent avoir été issues. Bali et Sumatra sont les deux autres régions les plus touchées. Les massacres sont accompagnés de très nombreuses arrestations : les cadres du PKI et de ses organisations affiliées sont, pour beaucoup, tués d'emblée, mais d'autres sont emprisonnés pour être condamnés plus tard, souvent à mort ; le traitement réservé aux militants de base diffère selon les régions, certains étant tués et d'autres mis en prison. Les tueurs arrêtent leurs victimes, souvent au domicile de ces dernières, et les emmènent pour les soumettre à des interrogatoires fréquemment accompagnés de tortures. Beaucoup sont détenus dans des prisons de fortune, puis emmenés dans des forêts pour y être tués à l'aide d'armes blanches ou d'armes à feu, voire battus à mort à coups de bâtons. Les cadavres sont souvent jetés dans des fosses communes, ou bien dans les rivières, mais certains sont mutilés et exposés dans les rues pour entretenir le climat de terreur,. 
Les variations locales, au niveau des personnes visées par les tueries et des périodes où ces dernières se sont déroulées, ont été elles aussi très importantes. En effet, les populations des différentes îles, voire des différentes provinces d'Indonésie, ont des profils sociologiques et confessionnels totalement hétéroclites, si bien que, dans certaines régions indonésiennes, les massacres visent aussi bien membres du PKI que les personnes n'appartenant pas à la religion majoritaire. Le principal marqueur social des massacres n'est cependant pas religieux ou ethnique, mais politico-social. Les bourreaux comme les victimes se recrutent dans toutes les communautés et, à quelques exceptions près comme la minorité chinoise (qui est principalement visée à Bornéo), les tueurs s'en prennent en général à des personnes appartenant à leur propre groupe ethnique. Ce point rend impropre le terme de « génocide », qui est cependant employé par certains historiens eu égard à l'ampleur des massacres.

#### À Sumatra
C'est à Aceh, au Nord de Sumatra, que commence la série de massacres : dans ce bastion musulman, où le PKI est peu implanté, les communistes sont exterminés en quelques jours par les milices locales, sans que les militaires aient à intervenir. Peut-être dépités de trouver si peu de militants communistes à éliminer, les tueurs s'en prennent couramment aux familles de leurs victimes, voire à leurs domestiques. Les massacres sont beaucoup plus importants au Sud et dans d'autres régions du Nord de Sumatra. Dans les alentours de Medan, zone de plantations, les travailleurs agricoles originaires de Java, fortement communisés, sont visés en priorité, cette fois par des syndicalistes de la SOKSI,.

#### À Java
Après la « pacification » de la capitale Jakarta, des scénarios identiques se répètent dans la deuxième quinzaine du mois d'octobre dans des villes comme Semarang ou Magelang : après une démonstration de force des troupes régulières, les milices civiles — surtout des jeunesses du NU et du PNI — se livrent à une chasse aux communistes, s'en prenant également au passage, selon les lieux, aux hindouistes ou à la minorité chinoise (si les Chinois membres des organisations liées au PKI sont ciblés par les massacres comme les autres communistes, le reste de la communauté chinoise de Java semble cependant avoir été surtout victime de pillages). L'ambassade de la République populaire de Chine est par ailleurs mise à sac. Les sièges des organisations et les demeures particulières sont prises d'assaut et brûlées ; les survivants doivent fuir dans les campagnes, où ils sont pourchassés par les milices de droite. La violence est particulièrement intense à l'Est de Java, où le PKI comme le NU sont très bien implantés ; la principale phase des massacres y dure au moins un mois, après quoi l'armée intervient pour stabiliser la situation. Le niveau de violence est également élevé au centre de l'île, notamment à Surakarta, dont le PKI détient la mairie. Dipa Nusantara Aidit est capturé mi-novembre, contraint à des « aveux », puis sommairement exécuté. De nombreux autres cadres dirigeants du parti sont tués. Dans les basses terres, les communistes sont massacrés par familles entières ; des témoignages parlent de rivières rouges de sang, et de nombreuses mutilations sexuelles. Les tueurs en profitent pour s'en prendre à d'autres ennemis politiques ou religieux, qu'il s'agisse de cadres du PNI, ou de membres d'associations religieuses non musulmanes qui pratiquaient un « javanisme » teinté d'hindouisme. Dans les hautes terres de la région du Tengger, où les communistes sont très puissants, les massacres commencent fin novembre. Ils sont commis par des hommes de l'Ansor supervisés par l'armée, qui viennent tuer les militants que les chefs de villages avaient fait assigner à résidence ; on s'abstient, dans cette région, de s'en prendre aux hindouistes ou aux membres du PNI,.

#### À Bali
En décembre 1965, près de deux mois après le début des massacres, la vague d'assassinats gagne Bali. Comme à Aceh, la religion a une importance centrale dans les tueries, à la différence notable que la majorité des Balinais sont hindouistes et que ce sont donc souvent des prêtres de cette confession qui sont à la tête des tueurs. Les massacres de Bali peuvent aussi être rapprochés de ceux d'Aceh par leur extrême sauvagerie. Des villages entiers, considérés comme peuplés « d'infidèles », subissent ainsi la vindicte des milices hindouistes, parfois épaulées par des groupes chrétiens ou des militants d’Ansor venus de Java ; on assassine jusqu'aux plus modérés des sympathisants du PKI. Le caractère démesuré de ces massacres peut s’expliquer en partie par la virulence des « actions unilatérales » commises par le PKI à Bali, mais aussi par son association plus forte qu’ailleurs à certains clans du pouvoir, ou même à certains groupes d’hommes d’affaires et de propriétaires terriens : des haines traditionnelles ou une volonté de revanche sociale viennent ainsi se surajouter aux conflits politiques et culturels.

#### Dans le reste de l’Indonésie
Les circonstances dans lesquelles se déroulent les massacres diffèrent en fonction des populations locales, et surtout des religions dominantes. Dans les petites îles de la Sonde orientales, les agents des tueries se recrutent surtout parmi les musulmans et les catholiques, qui s'en prennent non seulement aux communistes, mais aussi aux hindouistes, aux protestants, et aux fidèles de cultes locaux, qualifiés d'« athées » (donc présumés communistes). Dans la péninsule de Minahasa (Célèbes), ce sont les protestants, nombreux dans la région, qui semblent avoir été les principaux agents de la répression. À Kalimantan (Bornéo), c'est la minorité dayak qui est mise à contribution : les massacres s'y déroulent plus tardivement, vers octobre-novembre 1967, et semblent avoir principalement visé la communauté chinoise locale, dont des membres animaient dans la région une petite guérilla communiste.

## Bilan et suites de la répression

### Nombre de victimes
Les massacres en Indonésie représentent la pire hécatombe subie par un parti communiste depuis les Grandes Purges de Staline dans l'entre-deux-guerres. Le nombre exact de personnes tuées lors de la répression de 1965-1967 n'a jamais été établi avec certitude. Dès l'automne 1965, après les premières tueries, Soekarno ordonne à une commission officielle de dresser un bilan, mais celle-ci remet son rapport — qui sous-estime le nombre de victimes en l'évaluant à 78 500 — en décembre 1965, alors que les massacres sont très loin d'être terminés. Faire un bilan de la répression en Indonésie est d'autant plus malaisé que peu de données ont été recueillies à l'époque. Les travaux sérieux sur le sujet ont été rares, l'accès aux sources étant en outre difficile pour les chercheurs étrangers qui risquaient, durant les décennies de la présidence de Soeharto, de se voir privés de visa ; des pressions similaires ont été exercées sur les journalistes qui risquaient, pour les Indonésiens, des poursuites judiciaires ou, pour les étrangers, l'expulsion du pays. Il est cependant admis que les victimes se comptent par centaines de milliers. En février 1966, alors que les tueries continuent dans certaines régions, les diplomates américains avancent le chiffre de 300 000 victimes ; l'enquête d'un correspondant de Life conclut à la même époque que 400 000 personnes ont probablement péri. Les chiffres en provenance des autorités indonésiennes sont peu fiables, les différents services ayant chacun eu des raisons, soit de sous-estimer, soit au contraire de surestimer le nombre de morts. En 1966, une étude de l'armée indonésienne avance un chiffre voisin d'un million de morts, aujourd'hui considéré par les chercheurs comme exagéré ; d'aucuns ont par ailleurs avancé des chiffres allant jusqu'à deux millions de victimes. L’amiral Sudomo, chef du service de contre-espionnage de l’armée, cite en 1976 un chiffre compris entre 450 000 et 500 000 morts, assez proche des estimations actuelles. Le chercheur australien Robert Cribb considère, dans une étude réalisée en 2001, que le chiffre de 500 000 est sans doute le plus proche de la réalité,.

### Mises en détention
Outre les victimes des massacres, entre 600 000 et 750 000 personnes sont incarcérées, pour des périodes allant de un à trente ans. L'armée divise les prisonniers en trois groupes : le groupe A est composé des cadres dirigeants du PKI, censés avoir joué un rôle dans la tentative de putsch du 30 septembre. Ils sont détenus durant de longues années avant de passer en jugement ; aucun n'est acquitté et beaucoup sont condamnés à mort. Le groupe B rassemble des militants de base du PKI, considérés comme « indirectement » impliqués dans le coup d'État : un grand nombre d'entre eux est relégué dans des colonies pénitentiaires comme celle de l'île de Buru, où ils doivent assurer leur propre subsistance via l'agriculture. Ils sont également souvent condamnés à des peines de travaux forcés. Le groupe C est composé des sympathisants du PKI, souvent des membres de ses organisations de masse ; beaucoup connaissent un sort moins dur que les membres des groupes A et B, et sont détenus plus près de leurs familles qui peuvent leur rendre visite et leur apporter des vivres. La plupart des détenus C sont libérés vers 1972, mais ils demeurent privés de leurs droits civiques et sont exclus de certaines catégories d'emplois. Par ailleurs, les détenus politiques sont souvent très mal nourris et beaucoup meurent d'inanition, ou de maladies liées à la malnutrition. Les militantes de la Gerwani - l'organisation féminine du PKI - sont fréquemment violées en prison. Le massacre des communistes réels ou supposés laisse beaucoup d'enfants orphelins ; certains sont retirés aux parents qui leur restent. Les maisons des personnes tuées ou emprisonnés sont souvent brûlées, ou confisquées, parfois réquisitionnées par l'armée, voire transformées en centres de détention.

### Conséquences politiques

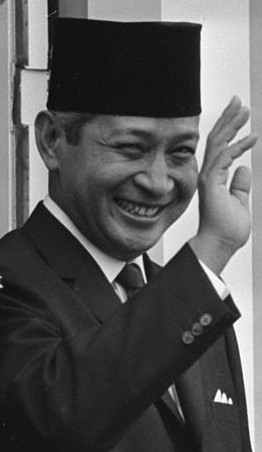
Le président Soeharto en 1970.

En février 1966, Soekarno tente une dernière fois de reprendre le contrôle des évènements, en remaniant son gouvernement. Nasution refuse de prendre acte de son renvoi comme ministre de la Défense, tandis que la capitale connaît des jours d'affrontement entre jeunes militants pro-Soekarno et pro-Soeharto. Ce dernier semble avoir délibérément incité à la violence pour faire céder le président. Le 11 mars, Soekarno se réfugie à Bogor après avoir appris que le palais présidentiel était sur le point d'être encerclé par l'armée. Il reçoit ensuite la visite d'émissaires de Soeharto, qui lui font signer un document donnant les pleins pouvoirs à ce dernier avec la mission de « rétablir l'ordre » et de « protéger le président au nom de la révolution ». Le PKI est ensuite officiellement interdit. Privé de tout pouvoir, Soekarno demeure président jusqu'en mars 1967, date à laquelle Soeharto lui succède officiellement.  
Le Parti communiste indonésien, dont les cadres dirigeants ont été dans leur quasi-totalité assassinés ou bien emprisonnés et condamnés à mort, est purement et simplement rayé du paysage politique. La répression anticommuniste ayant éradiqué une grande partie de l'opposition, et les déboires économiques de l'Indonésie ayant jeté le discrédit à la fois sur la démocratie et sur l'« autoritarisme de gauche » de Soekarno, Soeharto peut mettre en place un nouveau système politique autoritaire baptisé « Ordre nouveau », dont le fonctionnement s'inspire ouvertement de celui du Japon impérial de l'entre-deux-guerres,. 
Le risque de voir se constituer un « axe » entre la Chine communiste et l'Indonésie est écarté, ce qui a comme conséquence paradoxale, en freinant l'avancée du communisme en Asie, de réduire l'intérêt géostratégique du conflit vietnamien alors même que les États-Unis sont en pleine escalade militaire dans la péninsule indochinoise.

### Réactions internationales
Malgré leur ampleur, les massacres en Indonésie ne suscitent aucune vague d'indignation à travers le monde. La presse internationale, empêchée de faire son travail, ne rapporte que progressivement et très imparfaitement ce qui se passe en Indonésie, les tueries étant d'abord présentées comme une série d'« incidents ». La gauche occidentale, à l'époque très concernée par la guerre du Viêt Nam, préfère ne pas s'appesantir sur cette défaite du « progressisme » asiatique, qu'elle espère momentanée. Les Pays-Bas et le Royaume-Uni, anciennes puissances coloniales de la région, se félicitent de la situation, de même que les États-Unis : l'ambassadeur américain, Marshall Green, ne cache pas son enthousiasme dans les messages qu'il envoie à Washington. Certains médias occidentaux se réjouissent également ouvertement des évènements : Time salue l'élimination des communistes indonésiens comme la meilleure nouvelle que l'Occident ait reçu d'Asie depuis des années (« the West's best news for years in Asia »). La gauche américaine se montre plus préoccupée de savoir si les États-Unis ont joué un rôle actif ou non dans l'affaire, que par les massacres eux-mêmes ; Robert Kennedy est à l'époque l'une des rares personnalités à exprimer son indignation devant l'horreur des évènements en Indonésie. Le Premier ministre australien Harold Holt se déclare quant à lui satisfait de la « réorientation » permise en Indonésie par l'élimination de « 500 000 sympathisants communistes ». En 1975, l'ancien ambassadeur américain Marshall Green déclare : « Nous avons fait ce que nous devions faire, et vous avez tout intérêt à nous remercier, parce que sans cela, l'Asie que nous connaissons aujourd'hui n'existerait pas ».
En Asie du Sud-Est, les gouvernements anticommunistes applaudissent l'action de l'armée indonésienne. C'est notamment le cas de la Malaisie, qui se réconcilie alors avec l'Indonésie en mettant fin à plusieurs années de crise. La réaction de Singapour est plus mitigée, du fait des attaques contre la communauté chinoise, très liée à celle de la cité-État. La Chine, alors isolée sur le plan diplomatique, ne peut qu'émettre de vaines protestations. L'URSS, si elle est déçue de l'écrasement des communistes indonésiens, en tire cependant un motif de satisfaction du fait de leur proximité avec ses rivaux chinois. Les évènements d'Indonésie contribuent par ailleurs à ce que la Chine et l'URSS, confrontées à un échec géostratégique, se désengagent temporairement du tiers-monde. La Chine se concentre sur la période de bouleversements intérieurs qui s'ouvre avec la Révolution culturelle ; quant à l'URSS, elle doit repenser sa stratégie tiers-mondiste en constatant l'échec de la méthode qui consistait à favoriser des alliances entre les communistes locaux et des forces progressistes non communistes,.

### Massacres similaires sous l’Ordre nouveau
L'« Ordre nouveau » de Soeharto est accompagné d'un redressement économique de l'Indonésie mais il n'en demeure pas moins, après les massacres de 1965, un régime marqué par une très grande violence structurelle. Les restes du PKI qui cherchent à se reconstituer en sont les premières victimes : en 1968-1969, dans la province de Purwodadi (Kabupaten de Grobogan, au centre de Java), deux cents villages « infectés » de communistes sont purgés par l'armée, sans doute au prix de 6 000 victimes environ. Au cours des trois décennies de règne de Soeharto, l'Indonésie connaît plusieurs tueries, pouvant viser tant les foyers de délinquance que les opposants (contestataires musulmans ou autres). Les pires massacres ont cependant lieu au Timor oriental, après l'invasion de l'ancienne colonie portugaise en décembre 1975 : selon des estimations approximatives, la répression qui suit l'invasion indonésienne cause la mort d'environ 200 000 Timorais, soit près du quart de la population du pays.

### Postérité
Jusqu'à la chute de Soeharto en 1998, les massacres de 1965 demeurent un sujet tabou en Indonésie, seule la version du régime de l'« Ordre nouveau » étant tolérée. En 1984 sort le film Pengkhianatan G30S/PKI (« La Trahison du mouvement du 30 septembre et du PKI »), qui présente la version officielle des évènements. Par la suite, le film est diffusé chaque année à la télévision indonésienne, à l'occasion de l'anniversaire de la tentative de putsch du 30 septembre. Après 1998, le sujet continue à n'être abordé qu'avec réticence, les élus indonésiens souhaitant ménager une armée toujours puissante. La Commission des droits de l'homme des Nations unies est autorisée à conduire une enquête sur le sort des prisonniers à Buru, mais elle ne dispose que d'un temps limité pour mener ses travaux, qui n'ont par ailleurs aucune suite.  
En 2004, une loi indonésienne décide de la formation d'une Commission pour la vérité et la réconciliation, mais le projet est finalement abandonné deux ans plus tard après avoir été invalidé par la Cour constitutionnelle en raison des objections émises par les ONG sur les projets d'amnistie qui auraient garanti l'impunité des coupables. En 2008, la Commission indonésienne des droits de l'homme entame des travaux pour recueillir des informations et des témoignages sur les évènements de 1965-1966, mais ses membres comme les témoins potentiels font l'objet de pressions, voire de menaces. Aucun consensus n'existe dans l'opinion indonésienne quant à la nature répréhensible des évènements qui ont vu la naissance de l'Ordre nouveau, et aucun effort n'a été fait à ce jour pour donner une suite judiciaire aux massacres. Les manuels scolaires indonésiens continuent par ailleurs d'omettre certains éléments des tueries. En 2016, le ministre indonésien de la défense déclare que les victimes des purges « méritaient de mourir ».
Malgré leur ampleur, les massacres indonésiens demeurent peu connus des opinions publiques occidentales. Les évènements de 1965 ont cependant inspiré en 1978 un roman à succès de l'écrivain australien Christopher Koch, L'Année de tous les dangers, adapté au cinéma en 1982 dans un film homonyme réalisé par Peter Weir, avec Mel Gibson et Sigourney Weaver. Outre ces œuvres de fiction, les massacres ont fait l'objet, en 2012 et 2014, de deux documentaires réalisés par l'Américain Joshua Oppenheimer, The Act of Killing et The Look of Silence. Le premier des deux films donne la parole à des acteurs des tueries qui, cinquante ans après, continuent de s'en glorifier ouvertement, tandis que le second interroge des familles des victimes,. 
En 2015, le sénateur américain Tom Udall présente un projet de résolution incitant l'Indonésie à créer une commission d'enquête et de réconciliation nationale et appelant le gouvernement des États-Unis à reconnaître le « génocide » indonésien, à déclassifier ses documents sur la question, et à faire la lumière sur toutes les opérations menées à l'époque,.
En 2016, un tribunal d'opinion composé de juristes de divers pays reconnait l'État indonésien coupable de crimes contre l'humanité à l'occasion des massacres et la répression anticommuniste de 1965-1966, et pointe du doigt la complicité des gouvernements américain, britannique et australien, recommandant à l'Indonésie de lancer des investigations, de reconnaître les crimes commis à l'époque et d'apporter des compensations aux familles des victimes. Le jugement final, qui n'a qu'une valeur morale, qualifie la « tragédie de 1965 » de « génocide ». Le gouvernement indonésien répond à cette occasion qu'il ne reconnaît pas les avis de tierces parties sur ses affaires internes, et qu'il compte traiter le problème par ses propres moyens,,.
En octobre 2017, à la suite du projet de résolution du sénateur Tom Udall et de diverses pressions, le gouvernement américain déclassifie 30000 pages de documents de son ambassade à Djakarta. Les dossiers mis à disposition des chercheurs montrent que l'administration Johnson était parfaitement au courant des évènements et s'est abstenue de s'opposer aux agissements de l'armée indonésienne,,.
En 2018, l'historien américain Geoffrey B. Robinson publie le livre The Killing season, dans lequel il revient en détail sur l'histoire des massacres indonésiens et fait le point sur l'état des connaissances. Dans cet ouvrage, il décrit le caractère organisé des tueries et le rôle central joué par l'armée indonésienne. Il souligne également les responsabilités de Soekarno et d'autres nationalistes dans l'escalade des tensions en Indonésie, ainsi que celles des Soviétiques et surtout des Chinois dont le soutien a poussé Soekarno et les communistes à défier l'armée. Il ne trouve aucun élément indiquant que la CIA — dont le bureau de Djakarta était de taille réduite — et le gouvernement américain ont directement organisé les massacres. Cependant, il pointe fortement les responsabilités des États-Unis qui, comme les Britanniques, ont encouragé pendant des années l'armée indonésienne à en finir avec Soekarno et les communistes et lui ont ensuite laissé les mains libres. Ce faisant, l'historien juge que les États-Unis et leurs alliés se sont rendus complices de crimes contre l'humanité et peut-être même de génocide.